# Slay the Princess
Slay the Princess est un jeu vidéo d'horreur indépendant développé et édité par Black Tabby Games, sorti le 23 octobre 2023 sur PC (macOS, Microsoft Windows et Linux).
Une version enrichie, intitulée Slay the Princess: The Pristine Cut, est sortie le 24 octobre 2024 sur consoles (PlayStation 4, PlayStation 5, Xbox One, Xbox Series et Nintendo Switch), en même temps qu'une mise à jour gratuite pour les versions existantes du jeu. Les versions pour consoles sont éditées par Serenity Forge (en).

## Scénario
Le jeu débute sur un chemin dans les bois, au bout duquel se trouve une cabane. Dans le sous-sol de celle-ci est enfermée une princesse, que le narrateur vous demande de tuer, sans quoi le monde prendra fin.
L'aventure repose sur un système de boucle temporelle puisque, tiraillé entre les supplications de la princesse et la confiance qu'il porte en le narrateur, le joueur devra faire des choix, qui déboucheront toujours sur la mort, le ramenant au début de l'histoire.
Ces multiples embranchements mènent à différentes fins, à la manière d'un livre dont vous êtes le héros, permettant d'en apprendre plus sur l'univers sombre du jeu.

## Système de jeu
Slay the Princess est un jeu d'horreur de genre visual novel basé sur une narration à choix multiples. Tony Howard-Arias et Abby Howard (en), les développeurs de Black Tabby Games, décrivent leur jeu comme « la rencontre entre The Stanley Parable et Call of Cthulhu avec une pincée de Disco Elysium ».

## Développement
Le jeu est développé par le studio indépendant Black Tabby Games, composé du couple Tony Howard-Arias et Abby Howard (en) et basé à Toronto, au Canada. Leur unique précédent jeu est Scarlet Hollow (en).
L'aspect visuel du jeu a été créé par Abby Howard, tandis que son mari Tony Howard-Arias en a écrit le scénario. Les voix ont quant à elles été interprétées par Jonathan Sims et Nichole Goodnight.

### Sortie
Le jeu sort le 23 octobre 2023 sur Linux, MacOS et Windows, via les plateformes Steam et GOG.
En décembre 2023, le studio annonce la sortie courant 2024 d'une version director's cut, intitulée Slay the Princess: The Pristine Cut. Une bande-annonce est révélée publiquement le 8 juin 2024, lors de la conférence Future of Play Direct du Summer Game Fest 2024,. The Pristine Cut paraît finalement le 24 octobre 2024 sur consoles (PlayStation 4, PlayStation 5, Xbox One, Xbox Series et Nintendo Switch) et sous forme de mise à jour gratuite pour les joueurs PC. À cette occasion sont ajoutés environ 35 % de contenu supplémentaire, dont trois chapitres inédits ainsi que des extensions narratives pour certains chapitres déjà inclus. 1 200 nouvelles illustrations dessinées par l'artiste Abby Howard ainsi que 2 500 nouvelles lignes de dialogue font également leur apparition.
En juin 2024, le studio incite sur X les joueurs les plus modestes à pirater leur jeu : « si vous ne pouvez pas acheter notre jeu, piratez-le ! On s'en fiche. Vous pouvez toujours acheter une copie plus tard si vous jugez le jeu assez bon ». Le message est rapidement supprimé de la plateforme, sans doute dû aux réactions de l'éditeur Serenity Forge (en).

## Réception

### Critiques
Le jeu est très bien accueilli par la presse, avec une score moyen de 90 % sur les agrégateurs de critiques OpenCritic et Metacritic. Si PC Gamer estime que « Slay the Princess est le jeu d'horreur le plus fascinant de 2023 », Destructoid salue l’œuvre en la qualifiant de rencontre entre The Stanley Parable et Mundaun.
Le succès est aussi total du côté des joueurs, avec 96 % d'avis positifs sur Steam en janvier 2024 et une moyenne de 4,84 sur 5 sur le PlayStation Store.

### Ventes
Black Tabby Games annonce avoir écoulé 100 000 copies de leur jeu le 30 novembre 2023, puis 200 000 en mars 2024. En novembre 2024, Slay the Princess: The Pristine Cut dépasse les 500 000 exemplaires vendus.